# Airbus Group
Airbus SE (dříve European Aeronautic Defence and Space Company - EADS N.V., European Aeronautic Defence and Space Company - EADS SE a Airbus Group SE) je velká evropská společnost působící v leteckém, vesmírném a zbrojním průmyslu. Vznikla 10. července 2000 sloučením společností Aérospatiale-Matra z Francie, DaimlerChrysler Aerospace AG (DASA) z Německa a Construcciones Aeronáuticas SA (CASA) ze Španělska. 
V roce 2023 zaměstnávala společnost Airbus SE více než 145 000 lidí na několika desítkách míst po celém světě a měla obrat 65,4 miliard eur. Společnost je registrována v Amsterdamu (Nizozemsko) a firemní sídla má v Paříži a v Ottobrunnu poblíž Mnichova.

## Management
Holdingová společnost Airbus je řízena představenstvem tvořeným maximálně 12 členy. Předsedou představenstva ke konci roku 2020 je René Obermann. Výkonným ředitelem společnosti (CEO) k dubnu roku 2024 je Guillaume Faury.

## Produkty
Komerční letouny:
- Airbus A220
- Airbus A300
- Airbus A310
- Airbus A320
- Airbus A320Neo
- Airbus A321
- Airbus A321Neo
- Airbus A330
- Airbus A340
- Airbus A350
- Airbus A380

Společnost také prodává a kompletuje business jet varianty některých svých dopravních letadel.

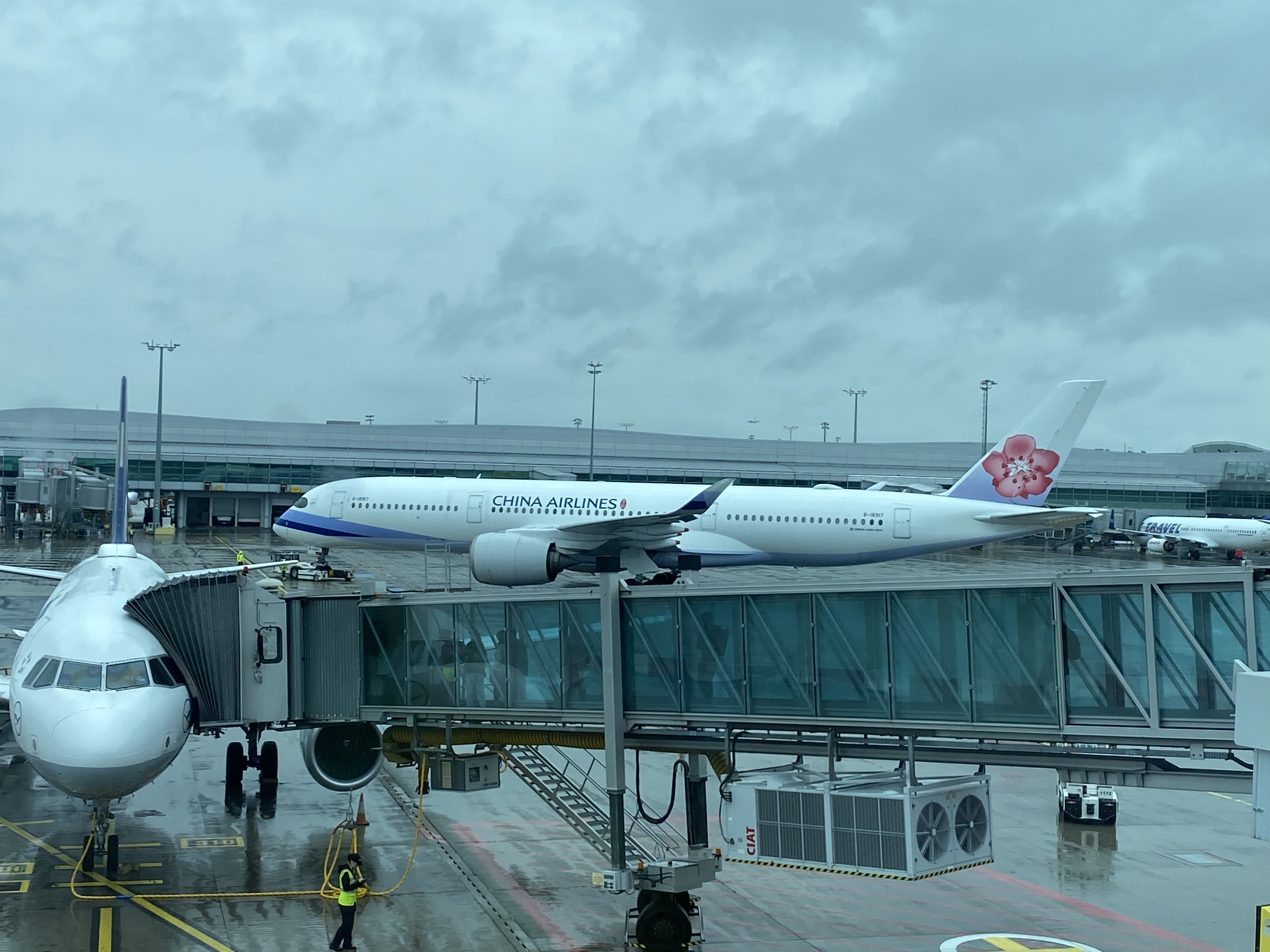
Airbus A350-941, China Airlines, na pražském letišti Václava Havla.

## Historie a aktivity
Společnost EADS byla založena v červenci 2000 přeměnou konsorcia Airbus Industrie, tato přeměna do holdingové společnosti byla dokončena v lednu 2001, kdy továrny Airbusu převzala nová společnost Airbus S.A.S., kterou z 80 % vlastnila společnost EADS a z 20 % společnost BAE Systems (dříve British Aerospace).
Holdingová společnost EADS se tak stala druhou největší společností ve svém oboru (letectví a kosmonautika) na světě (po Boeingu). Společnost EADS je také druhým největším evropským zbrojařským výrobcem (po BAE Systems).
Společnost vyvíjí, vyrábí a prodává civilní a vojenská letadla, stejně jako vojenské střely, nosné rakety a související systémy.
V listopadu 2003 společnost EADS oznámila, že uvažuje o spolupráci s japonskými společnostmi a japonským ministerstvem obchodu a průmyslu na vývoji nadzvukového dopravního letounu, který by nahradil vyřazovaný Concorde.
Společnost EADS je jedním z hlavních dodavatelů při stavbě Mezinárodní vesmírné stanice (ISS) – v roce 2007 dodala modul Columbus skrze svou dceřinou společnost EADS SPACE Transportation.

## Divize EADS

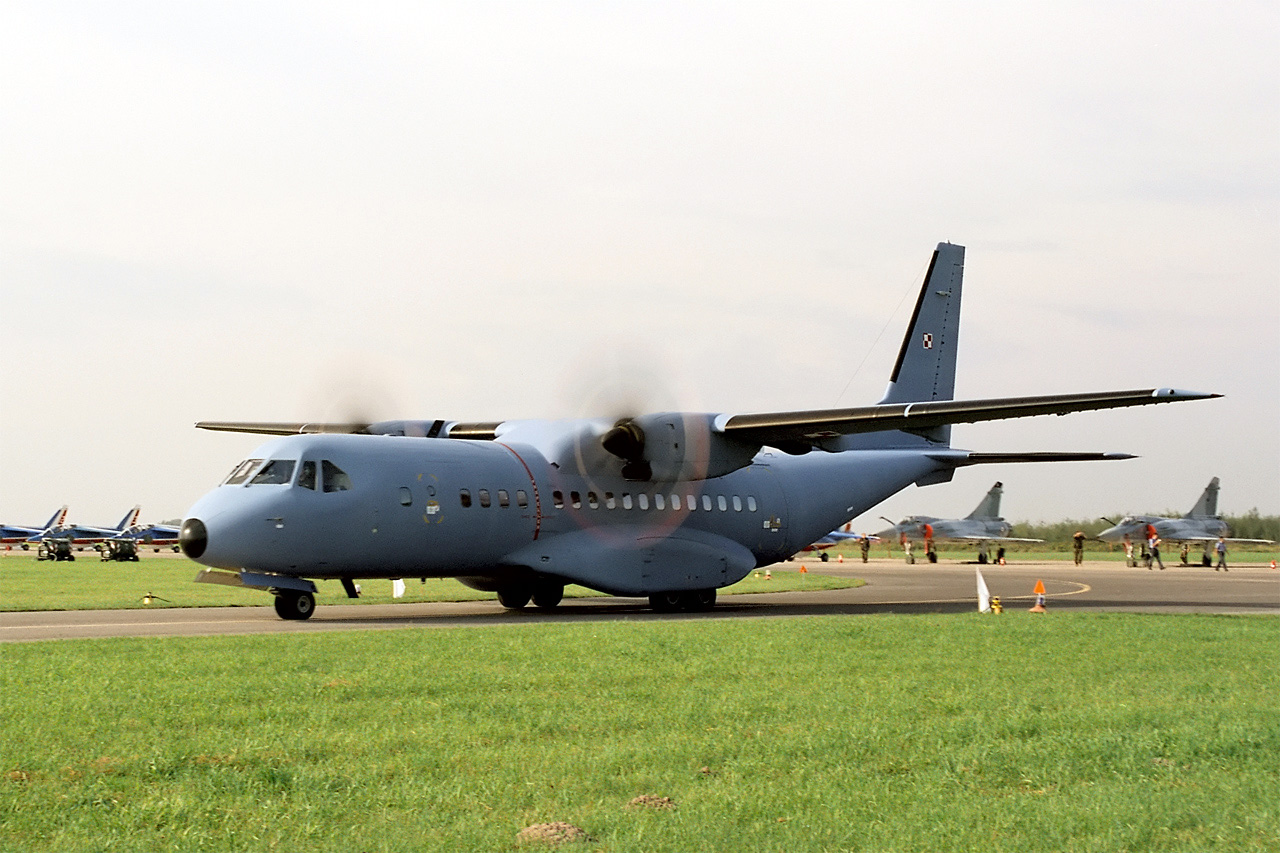
CASA C-295 Polského letectva

Holdingová společnost vlastní následující samostatné společnosti, tzv. divize holdingu.

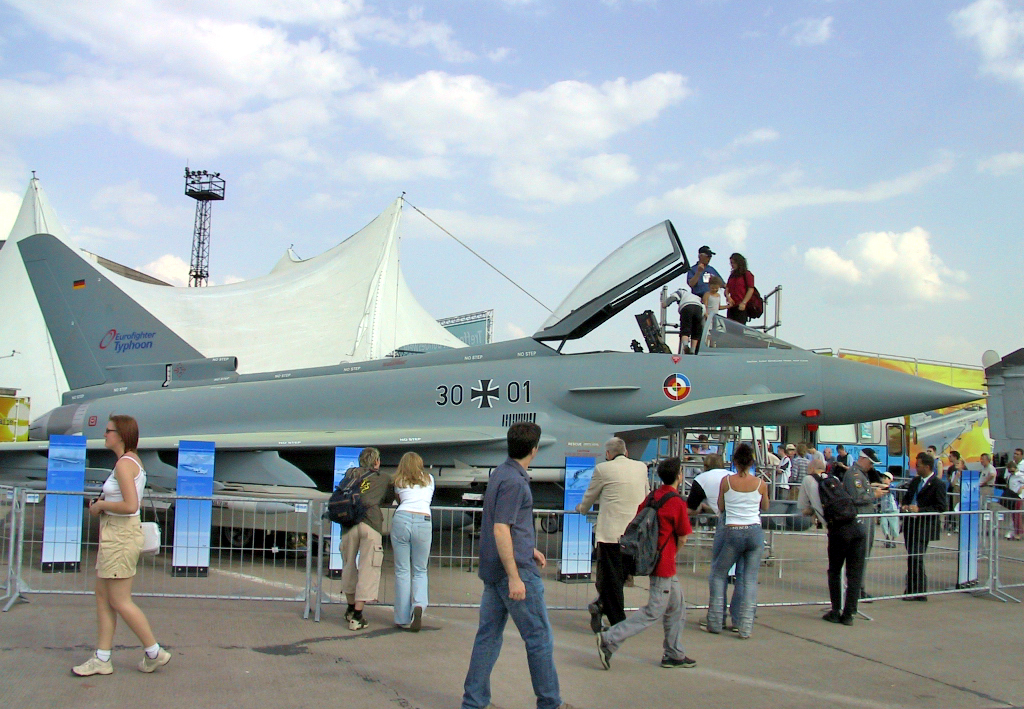
Typhoon v Berlíně v roce 2002

### Divize Airbus S.A.S
Společnost Airbus S.A.S. má sídlo v Toulouse, Francie. Jeden ze dvou největších světových výrobců civilních dopravních letadel (spolu s firmou Boeing). Výrobce malých ledatel EADS Socata je divizí Airbusu. 
V roce 2006 bylo dokončeno sjednocení vlastnické struktury společnosti Airbus S.A.S. odkoupením 20 % akcií společnosti BAE System holdingovou společností EADS.

### Divize Eurocopter
Eurocopter je výrobce lehkých a středních civilních a vojenských vrtulníků. Generálním ředitelem je Fabrice Brégier a společnost sídlí v Marignane, Francie.

### Divize vojenských transportních letadel
EADS vyrábí vojenská transportní letadla ve své pobočce EADS-CASA, ta se specializuje na lehké a střední letouny C-212, CN-235 a C-295 a v dceřiné společnocti Airbus Military, ta vyvíjí a bude vyrábět Airbus A400M – konkurenta stroje Lockheed Martin C-130 Hercules. Také vyrábí konverze civilních Airbusů na vzdušné tankery A310 MRTT a A330 MRTT.

### Vesmírná divize (EADS SPACE)
Do Vesmírné divize patří tři poddivize:
- EADS Astrium – vyrábí satelity. EADS Astrium má ústředí v Toulouse, Francie a generálním ředitelem je Antoine Bouvier. V roce 2004 zaměstnávala 6092 lidí ve čtyřech zemích: ve Francii (2445; 40%), Británii (2136; 35%), Německu (1279; 21%) a Španělsku (232; 4%).
- EADS SPACE Transportation – zodpovědná za nosné rakety Ariane a orbitální systémy jako je modul ISS Columbus. Generálním ředitelem je Alain Charmeau.
- EADS SPACE Services – dřívější Paradigm Secure Communications Ltd, zodpovědná za vojenské satelity britského ministerstva obrany Skynet 5.

Vlastní 28 % podíl v operátorovi vesmírných nosičů Arianespace.
Generálním ředitelem divize je François Auque.
V listopadu 2005 EADS SPACE koupila Dutch Space (bývalou vesmírnou divizi Fokkeru).

### Divize obranných a bezpečnostních systémů
Skládá se z pěti poddivizí.
- EADS Military Aircraft – výrobky jako Mako/HEAT a podíly v následujících společnostech:
  - Dassault Aviation (45,76 %), výrobce stíhacích a dalších vojenských letadel
  - Eurofighter GmbH (46 %), výrobce letounu Eurofighter Typhoon.
- EADS Services
- Missiles
  - MBDA (37,5 %)
  - LFK
- Defence Electronics – senzory a avionika EADS
- Defence and Communications Systems – elektronika/softwarové system house

### EADS Severní Amerika
Americká holdingová společnost, která obstarává severoamerické aktivity EADS. Ředitelem je Ralph Crosby.

## Akcionáři
K 30. červnu 2008 byla asi jedna polovina EADS obchodována na šesti evropských akciových burzách a zbytek měli v držení tři velcí akcionáři.

- Veřejně obchodované: 46,97 %
- Daimler AG: 22,52 %
- SOGEADE: 25,02 % (50 % francouzská vláda, 50 % Lagardère Group)
- SEPI: 5,49 % (španělská státní holdingová společnost)

## Kritika
Jako všechny velké zbrojní společnosti je i EADS terčem kritiky. Ta často směřuje do následujících oblastí:
- Prodej zbraní zemím mimo NATO bez ohledů na politickou situaci a ekonomické následky a zemím, které se účastní závodů ve zbrojení.
- Uplácení při získávání zakázek v Jihoafrické republice.
- Vyhrožování obchodní válkou v případě neúspěchu obchodní nabídky (např. případ Jižní Korey a úspěchu konkurence s F-15K Strike Eagle).